# Werner Krause (Psychologe)

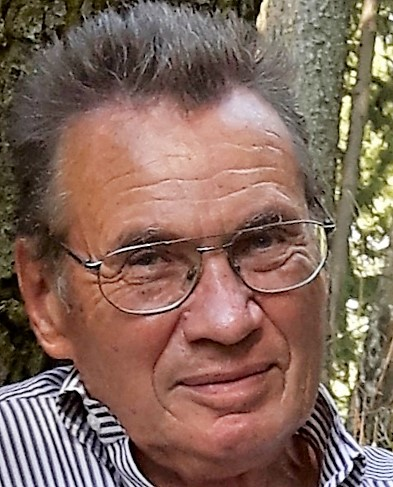
Werner Krause (2019)

Werner Krause (* 1. Mai 1938 in Riesa) ist ein deutscher Diplomingenieur, Naturwissenschaftler und Professor für Allgemeine Psychologie. Er ist als Klix-Schüler ausgewiesen.

## Werdegang
Werner Krause wurde in Riesa in Sachsen als Sohn des Angestellten Erich Krause und seiner Ehefrau, der Sekretärin Margarethe Krause, geb. Kautz, geboren. Nach dem Besuch einer Grundschule von 1944 bis 1952 sowie danach der Oberschule in Riesa legte er hier 1956 das Abitur ab.
Anschließend folgte ein Studium an der Technischen Universität Ilmenau (damals Hochschule für Elektrotechnik) in den Fachrichtungen „Medizinische Elektronik und Radiologische Technik“ (Hauptfach) sowie „Theoretische Physik“ (Nebenfach). 1962 beendete er sein Studium als Diplomingenieur (Dipl.-Ing.). Die Ilmenauer Ausbildung auf dem neuen Gebiet der Medizinischen Elektronik hatte bereits zu dieser Zeit einen guten Ruf erlangt, und sie wurde 1968 zu einer der profilbestimmenden Wurzeln bei der Gründung der Sektion „Technische und Biomedizinische Kybernetik“ (TBK-Gründungsdirektor: Karl Reinisch).
Seinen Berufseinstieg vollzog Werner Krause 1962 als Wissenschaftlicher Assistent am „Hirnforschungsinstitut“ der Karl-Marx-Universität Leipzig (KMU) und anschließend am „Psychologischen Institut“ der Humboldt-Universität zu Berlin (HUB) unter der Leitung von Friedhart Klix. An der HUB erfolgte 1969 auch seine Promotion zum Dr. rer. nat.
Danach wechselte er 1969 an das neu gegründete Zentralinstitut für Kybernetik und Informationsprozesse (ZKI) der Deutschen Akademie der Wissenschaften zu Berlin. Hier war Werner Krause zunächst Themenleiter und später Abteilungsleiter der Abteilung „Problemlöseprozesse“ innerhalb der von Friedhart Klix gegründeten Bereiche „Grundlagen der Kybernetik“, „Künstliche Intelligenz“ und „Psychologie“ des ZKI. In dieser Zeit habilitierte sich Werner Krause im Jahr 1978 an der HUB zum  Dr. sc. nat.
1987 erfolgte die Berufung zum Ordentlichen Professor auf den Lehrstuhl „Allgemeine Psychologie II“ der Friedrich-Schiller-Universität Jena. Hier war er von 1990 bis 1992 als Dekan  der Fakultät für Sozial- und Verhaltenswissenschaften wirksam. Mit Erreichen der Altersgrenze wurde Werner Krause im Jahre 2003 emeritiert.
Werner Krause ist seit 1962 mit der promovierten Medizinerin Ursula Krause verheiratet und lebt in Jena, das Ehepaar hat zwei erwachsene Töchter.

## Lehrtätigkeit
- 1964 bis 1988: Vorlesungen an der Humboldt-Universität zu Berlin
  - „Psychologische Systemanalyse“
- 1987 bis 2003: Vorlesungen an der Friedrich-Schiller-Universität Jena
  - „Einführung in die Allgemeine Psychologie“
  - „Gedächtnis“
  - „Denken“
  - Spezialvorlesung „Diagnostik geistiger Prozesse und Leistungen“
  - Spezialvorlesung „Ausgewählte Kapitel einer Theoretischen Psychologie“ (basierend auf F. Klix: Die Natur des Verstandes)
- 1988 und 1991: Gastprofessur an der Universität Fribourg / Schweiz:  Vorlesung „Denken“
- 1992: Gastprofessur an der Universität Würzburg, Vorlesung „Denken“

## Forschungstätigkeit
Die Grundlagenarbeiten von Werner Krause waren langjährig auf einen speziellen Forschungsschwerpunkt fokussiert: Denken und Gedächtnis aus naturwissenschaftlicher Sicht.
- Denken als Ordnungsbildung[4][5] im Rahmen der Elementaranalyse menschlicher Informationsverarbeitung: (zusammen mit Erdmute Sommerfeld, Gundula Seidel, Bärbel Schack, Frank Heinrich, Uwe Kotkamp, Mauricio Parra und Li Zhang)
  - Quantifizierung von Denkleistungen mittels Entropiereduktion[6][7][8][9] in Deutschland und in China[10]
  - Verifikation von Basiskomponenten im Denken wie Einfachheit[11], Invarianz[12] und Doppelrepräsentation[13][14]
  - Entwicklung von Messverfahren zur Messung kognitiver Strukturen im Denken[15]

- Diagnostik geistiger Prozesse und Leistungen auf der Grundlage der Elementaranalyse menschlicher Informationsverarbeitung[16] und rechnergestützte Diagnosefindung bei neurologisch-psychiatrischen Erkrankungen[17][18] (zusammen mit Philippus Mirtschink, Martin Grunwald, Steffen Theilemann und Lothar Sprung).

## Mitgliedschaften (Auswahl)
- 1965 bis 1990: Gesellschaft für Psychologie der DDR
- 1986 bis 1990: Sprecher der Sektion Allgemeine Psychologie der Gesellschaft für Psychologie der DDR
- 1991 bis 2003: Deutschen Gesellschaft für Psychologie
- seit 1999: Leibniz-Sozietät der Wissenschaften zu Berlin.

## Publikationen (Auswahl)
Von Werner Krause stammen mehr als 100 wissenschaftliche Veröffentlichungen, die überwiegend aus seinen speziellen Forschungen hervorgegangen sind.

### Monographie
- Denken und Gedächtnis aus naturwissenschaftlicher Sicht. Hogrefe, Verlag für Psychologie, Göttingen / Bern / Toronto / Seattle 2000, ISBN 978-3-8017-1377-5.

### Herausgeberschaften
- mit Klix, F., Sydow, H. (1972): Analyse und Synthese von Problemlösungsprozessen I. Kybernetikforschung, Bd. 2. Deutscher Verlag der Wissenschaften (DVW) Berlin.
- mit Krause, B. (2004). Psychologie im Kontext der Naturwissenschaften. Festschrift für Friedhart Klix zum 75. Geburtstag. Abhandlungen der Leibniz-Sozietät, Bd. 12. Berlin: trafo Wissenschaftsverlag.
- mit Sommerfeld, E., Hörz, H. (2010): Einfachheit als Wirk-, Erkenntnis- und Gestaltungsprinzip (I). Sitzungsberichte der Leibniz-Sozietät der Wissenschaften zu Berlin, Bd. 108. Berlin: trafo Wissenschaftsverlag.
- mit Sommerfeld, E. (2018): Friedhart Klix – Naturwissenschaftler, Psychologe, Vordenker – 1927–2004. Plenarveranstaltung der Leibniz-Sozietät: Menschliche Informationsverarbeitung – interdisziplinäre Analyse und Anwendung – im Dezember 2017 anlässlich seines 90. Geburtstages. Sitzungsberichte der Leibniz-Sozietät der Wissenschaften zu Berlin, Bd. 135. Berlin: trafo Wissenschaftsverlag.
- mit Karl-Friedrich Wessel (2018): Zur Methodologie und Geschichte der Psychologie. Lothar Sprung zum Gedenken. Berliner Studien zur Wissenschaftsphilosophie und Humanontogenese. Bd. 37. Berlin: Logos Verlag.

### Sammelbände, Proceedings und Forschungspublikationen
- 1970: Untersuchungen zur Komponentenanalyse in einfachen Problemlöseprozessen. Zeitschrift für Psychologie 177, 199–249.
- mit Sommerfeld, E. (1975): Experimentalpsychologische Untersuchungen zur Lösung eines Zerlegungsproblems. In: Klix, F., Krause, W. & Sydow. H. (Hrsg.): Analyse und Synthese von Problemlösungsprozessen II. Kybernetik-Forschung 5. Berlin: Deutscher Verlag der Wissenschaften (DVW), 353–386.
- 1978: Determination of internal representation of a decision structure in human problem solving by means of eye movements measurements. Zeitschrift für Psychologie 186, 75–81.
- 1979: Zur Analyse von Problemlösungsprozessen. Probleme und Ergebnisse der Psychologie 69, 63–80.
- 1981: Internal representation and eye fixation. Zeitschrift für Psychologie 189, 1–13.
- 1982: Problemlösen – Stand und Perspektiven. Teil II. Zeitschrift für Psychologie 190, 141–169.
- 1982: Eye Fixation and Three-Term Series Problems, Or: Is There Evidence For Task-Independent Information Units? In: R. Groner, P. Fraisse (Hg.): Cognition and Eye Movements. (S. 122–138). Berlin: Deutscher Verlag der Wissenschaften.
- mit Wysotzki, F. (1984): Computermodelle und psychologische Befunde der Wissensrepräsentation. In: F. Klix (Ed.), Gedächtnis, Wissen, Wissensnutzung. (S. 108–136). Berlin: Deutscher Verlag der Wissenschaften.
- 1985: Komponentenanalyse des Symbol-Distanz-Effektes mit Hilfe von Augenbewegungsmessungen. Zeitschrift für Psychologie, 3, S. 259–272.
- mit Seifert, R., Sommerfeld, E. (1986): Effective cognitive structures in simple problemsolving. In: Klix, F. & Hagendorf, H. (Eds.) Human Memory and Cognitive Capabilities. Mechanisms and Performances. Amsterdam: North Holland, S. 1001–1016.
- mit Müller, J., & Sommerfeld, E. (1991): Umstrukturierung von Wissen beim Konstruieren. In: V. Hubka (Ed.), ICED 91. (S. 306–313).  Zürich: Heurista.
- mit Sommerfeld, E., Gundlach, W., Ptucha, J. (1995): Kreativität zwischen Technik und Psychologie: Bilder, Begriffe, Analogien, Ideen. Festschrift anlässlich des 65. Geburtstages von Prof. Dr. K. Spies, Institut für Bergbaukunde II der Rheinisch-Westfälischen Technischen Hochschule Aachen (RWTH): Verlag der Augustinus Buchhandlung.
- 1997: Elementaranalyse von Gedächtnis- und Denkprozessen mittels EEG – eine experimentelle Studie. In: G. Lüer und U. Lass (Hrsg.), Erinnern und Behalten, Vandenhoeck & Ruprecht, Göttingen.
- mit Schack, B., Gibbons, H., & Kriese, B. (1997): Über die Unterscheidbarkeit begrifflicher und bildhaft-anschaulicher Repräsentationen bei elementaren Denkanforderungen. Zeitschrift für Psychologie 205, 169–203.
- mit Gibbons, H., & Schack, B. (1998): Concept activation and coordination of activation procedure require two different networks. Neuroreport, 9, 1649–1653.
- mit Seidel, G., Heinrich, F., Sommerfeld, E., Gundlach, W., Ptucha, J., Schack, B., Goertz, R. (1999): Multimodale Repräsentation als Basiskomponente kreativen Denkens. In: B. Zimmermann, F. Heinrich (Hg.): Kreativität. Jena: Universitätsverlag Jena.
- Krause, W.(2000). Elementaranalyse von Gedächtnis und Denkprozessen In: Sitzungsberichte der Leibniz-Sozietät. Bd. 42, S. 27–59. http://leibnizsozietaet.de/wp-content/uploads/2000/07/02_krause_w.pdf
- mit Sommerfeld, E. (2000): Elementaranalysen von Denkprozessen mit psychophysikalischen und neurowissenschaftlichen Methoden. Z.Psychol. 208, 322–339.
- mit Seidel, G. (2004): Biologische Grundlagen des Verstandes. Höhere Ordnung – kürzere Zeiten: allgemeinpsychologische und differentielle Untersuchungen zur Entropiereduktion. In: Krause, B. & Krause, W. (Hrsg.) Psychologie im Kontext der Naturwissenschaften. Festschrift für Friedhart Klix zum 75. Geburtstag. Abhandlungen der Leibniz-Sozietät, Bd. 12. Berlin: trafo Verlag, 189–214.
- 2006: Außergewöhnliche menschliche Informationsverarbeitung – Extremgruppenvergleiche. Internetzeitschrift LEIBNIZ ONLINE Nr. 2, 2006. http://leibnizsozietaet.de/wp-content/uploads/2012/11/02-2-Krause.pdf
- 2011: Menschliche Informationsverarbeitung interdisziplinär. LIFIS ONLINE http://www.leibniz-institut.de/archiv/krause_18_04_11.pdf
- 2016: Verarbeitung von Information in Mikrozuständen. Teil 1: Information Teil 2: Topologie Teil 3: Mikrozustandssequenzen. – Ergebnisse der Elementaranalyse der menschlichen Informationsverarbeitung – neu betrachtet. Internetzeitschrift LEIBNIZ ONLINE Nr. 21, 2016. http://www.leibnizsozietaet.de/wp-content/uploads/2015/12/WKrause.pdf
- 2017: Processing of Information in Microstates. LEIBNIZ ONLINE Nr. 25, 2017. https://leibnizsozietaet.de/wp-content/uploads/2017/01/WKrause-2.pdf
- 2018: Lothar Sprung – Ein Leben für die Wissenschaft und ein wunderbarer Freund. In Wessel, K.-F. & Krause, W. (Hrsg.) (2018). Zur Methodologie und Geschichte der Psychologie. Lothar Sprung zum Gedenken. Berliner Studien zur Wissenschaftsphilosophie und Humanontogenese. Bd. 37. Berlin: Logos Verlag. 17–20.
- 2018: „Gesetz und Experiment in der Psychologie“ – zum Gedenken an Friedhart Klix, der am 13. Oktober 2017 90 Jahre geworden wäre, Sitzungsberichte der Leibniz-Sozietät der Wissenschaften zu Berlin, Bd. 135. Berlin: trafo Wissenschaftsverlag, 41–51.